# Pallamano ai Giochi della XXX Olimpiade - Torneo maschile

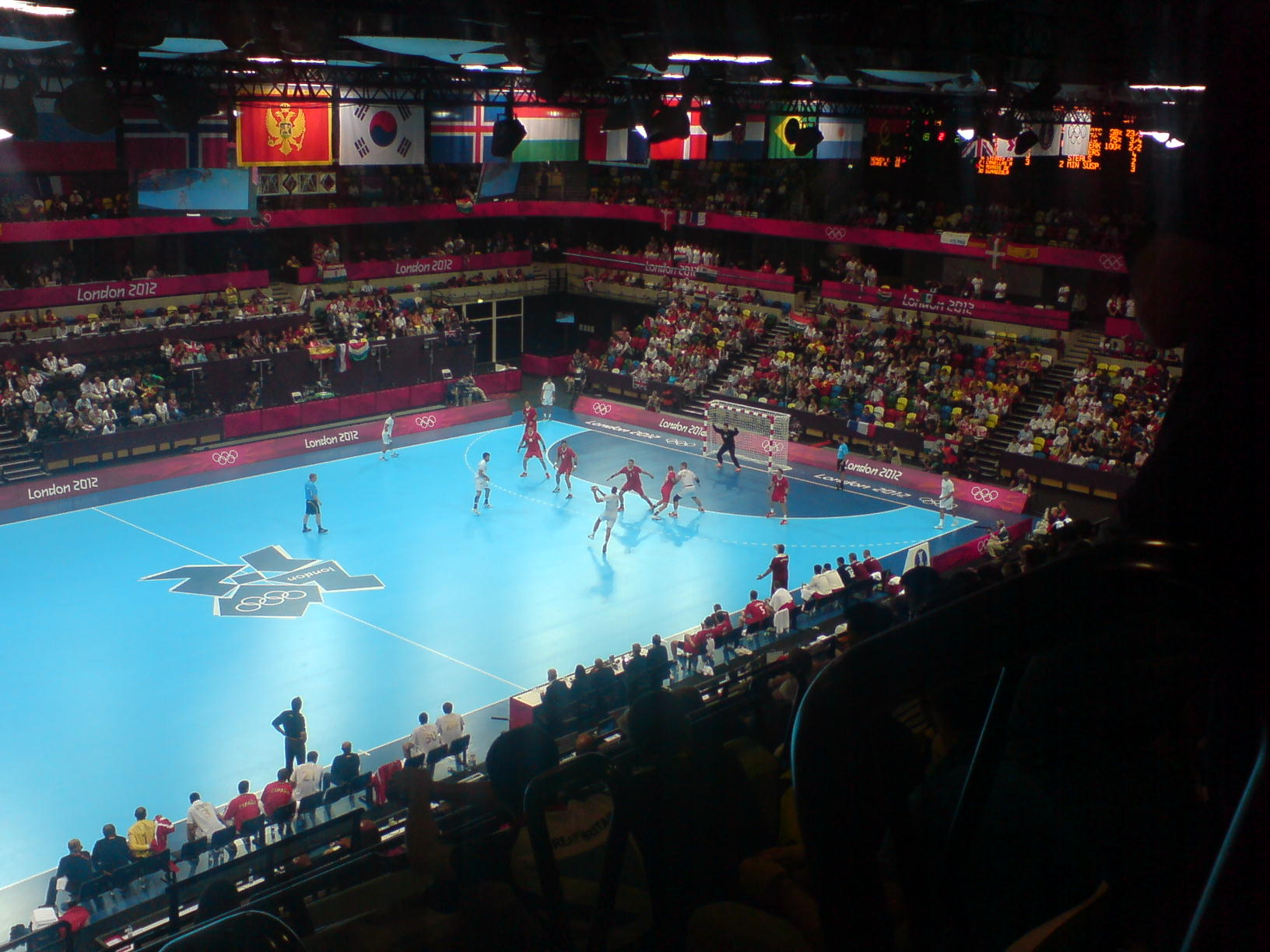
Azione di gioco nella partita tra Spagna e Ungheria.

Il torneo maschile di pallamano ai Giochi della XXX Olimpiade si è svolto dal 29 luglio al 12 agosto 2012 ed è stato ospitato dalla Copper Box e dalla Basketball Arena a Londra.
La medaglia d'oro è stata vinta per la seconda volta consecutiva dalla Francia, che in finale ha superato la Svezia per 22-21, alla quale è andata la medaglia d'argento. La medaglia di bronzo è andata alla Croazia, che nella finale per il terzo posto ha sconfitto l'Ungheria.
Al torneo olimpico erano presenti le prime sette classificate al campionato mondiale 2011 e la nazionale francese si presentava come campione olimpico in carica e come vincitore degli ultimi due campionati mondiali. Nella fase preliminare a gironi non ci furono sorprese e nei quarti di finale l'Ungheria eliminò l'Islanda, vincitrice della medaglia d'argento ai Giochi di Pechino 2008, dopo due combattuti tempi supplementari. Come nel 2008 Francia e Croazia si incontrarono in semifinale e, nuovamente, la vittoria andò ai francesi, mentre nell'altra semifinale gli svedesi ebbero la meglio sugli ungheresi di un solo punto. La finale tra Francia e Svezia fu molto combattuta e le difese furono tra le protagoniste, soprattutto il portiere dei francesi Thierry Omeyer. La partita venne giocata punto a punto anche per tutto il secondo tempo e fu decisivo l'ultimo allungo francese con la rete di Luc Abalo, col risultato finale che si attestò sul 22-21 per la Francia, che fu la prima nazionale a confermare il titolo olimpico nel torneo maschile.

## Formato
Le dodici squadre partecipanti sono state inserite in un due gironi da sei squadre ciascuno, e ciascuna squadra affronta tutte le altre del girone per un totale di cinque giornate. Le prime quattro classificate accedevano ai quarti di finale, mentre le quinte e seste classificate accedevano alla finale per il piazzamento.

## Squadre partecipanti
|                                     | Data                       | Sede          | Posti | Qualificate     |
| ----------------------------------- | -------------------------- | ------------- | ----- | --------------- |
| Paese organizzatore                 |                            |               | 1     | Gran Bretagna   |
| Campionato mondiale 2011            | 13-30 gennaio 2011         | Svezia        | 1     | Francia         |
| Giochi Panamericani 2011            | 16-24 ottobre 2011         | Messico       | 1     | Argentina       |
| Torneo asiatico di qualificazione   | 23 ottobre-2 novembre 2011 | Corea del Sud | 1     | Corea del Sud   |
| Campionato africano 2012            | 11-20 gennaio 2012         | Marocco       | 1     | Tunisia         |
| Campionato europeo 2012             | 15-29 gennaio 2012         | Serbia        | 1     | Danimarca       |
| Torneo olimpico di qualificazione 1 | 6-8 aprile 2012            | Spagna        | 2     | Spagna Serbia   |
| Torneo olimpico di qualificazione 2 | 6-8 aprile 2012            | Svezia        | 2     | Svezia Ungheria |
| Torneo olimpico di qualificazione 3 | 6-8 aprile 2012            | Croazia       | 2     | Croazia Islanda |
| Totale                              |                            |               | 12    |                 |

| Urna 1  | Urna 2  | Urna 3   | Urna 4        | Urna 5    | Urna 6        |
| ------- | ------- | -------- | ------------- | --------- | ------------- |
| Francia | Svezia  | Islanda  | Serbia        | Danimarca | Corea del Sud |
| Spagna  | Croazia | Ungheria | Gran Bretagna | Argentina | Tunisia       |

## Fase a gironi

### Girone A

#### Classifica
| Pos. | Squadra       | Pt | G | V | N | P | GF  | GS  | DR  |
| ---- | ------------- | -- | - | - | - | - | --- | --- | --- |
| 1.   | Islanda       | 10 | 5 | 5 | 0 | 0 | 167 | 132 | +35 |
| 2.   | Francia       | 8  | 5 | 4 | 0 | 1 | 159 | 110 | +49 |
| 3.   | Svezia        | 6  | 5 | 3 | 0 | 2 | 156 | 115 | +41 |
| 4.   | Tunisia       | 4  | 5 | 2 | 0 | 3 | 121 | 125 | -4  |
| 5.   | Argentina     | 2  | 5 | 1 | 0 | 4 | 113 | 138 | -25 |
| 6.   | Gran Bretagna | 0  | 5 | 0 | 0 | 5 | 96  | 192 | -96 |

#### Risultati
| Arbitro: | Geipel, Helbig |

|              |           |                |
| Sigurðsson 9 | Marcatori | 5 D.E. Simonet |

| Arbitro: | Raluy López, Sabroso |

|         |           |             |
| Doder 8 | Marcatori | 6 Boughanmi |

| Arbitro: | Abdulla, Bamutref |

|         |           |           |
| Joli 11 | Marcatori | 6 Garnham |

| Arbitro: | Al-Nuaimi, Omar |

|            |           |              |
| Bannour 10 | Marcatori | 8 Pálmarsson |

| Arbitro: | Nikolić, Stojković |

|           |           |           |
| Larsson 4 | Marcatori | 13 Ekberg |

| Arbitro: | Olesen, Peders |

|                         |           |             |
| Fernández, Riccobelli 4 | Marcatori | 7 Karabatić |

| Arbitro: | Nikolić, Stojković |

|            |           |           |
| Narcisse 7 | Marcatori | 5 Bannour |

| Arbitro: | Coulibaly, Diabate |

|           |           |              |
| Larsson 6 | Marcatori | 6 S. Simonet |

| Arbitro: | Nachevski, Nikolov |

|           |           |              |
| Källman 9 | Marcatori | 9 Pálmarsson |

| Arbitro: | Gubica, Milošević |

|          |           |         |
| Toumi 10 | Marcatori | 5 Edgar |

| Arbitro: | López, Sabroso |

|          |           |                |
| Ekberg 9 | Marcatori | 3 D.E. Simonet |

| Arbitro: | Krstić, Ljubić |

|             |           |             |
| Petersson 6 | Marcatori | 9 Fernandez |

| Arbitro: | Olesen, Pedersen |

|                |           |           |
| D.E. Simonet 6 | Marcatori | 7 Alouini |

| Arbitro: | Abdulla, Bamutref |

|              |           |           |
| Sigurðsson 8 | Marcatori | 9 Larsson |

| Arbitro: | Gubica, Milošević |

|            |           |                     |
| Narcisse 6 | Marcatori | 5 Ekberg, Andersson |

### Girone B

#### Classifica
| Pos. | Squadra       | Pt | G | V | N | P | GF  | GS  | DR  |
| ---- | ------------- | -- | - | - | - | - | --- | --- | --- |
| 1.   | Croazia       | 10 | 5 | 5 | 0 | 0 | 150 | 109 | +41 |
| 2.   | Danimarca     | 8  | 5 | 4 | 0 | 1 | 124 | 129 | -5  |
| 3.   | Spagna        | 6  | 5 | 3 | 0 | 2 | 140 | 126 | +14 |
| 4.   | Ungheria      | 4  | 5 | 2 | 0 | 3 | 114 | 128 | -14 |
| 5.   | Serbia        | 2  | 5 | 1 | 0 | 4 | 120 | 131 | -11 |
| 6.   | Corea del Sud | 0  | 5 | 0 | 0 | 5 | 115 | 140 | -25 |

#### Risultati
| Arbitro: | Marina, Minore |

|         |           |            |
| Čupić 8 | Marcatori | 5 Jeong Y. |

| Arbitro: | Abrahamsen, Kristiansen |

|             |           |        |
| Sarmiento 5 | Marcatori | 6 Ilić |

| Arbitro: | Lazaar, Reveret |

|           |           |          |
| Császár 8 | Marcatori | 9 Eggert |

| Arbitro: | Nachevski, Nikolov |

|                      |           |         |
| Jeong Y., Jeong H. 4 | Marcatori | 5 Lékai |

| Arbitro: | Horáček, Novotný |

|         |           |         |
| Vujin 6 | Marcatori | 8 Čupić |

| Arbitro: | Krstić, Ljubić |

|          |           |                              |
| Hansen 8 | Marcatori | 4 Maqueda, Sarmiento, Ugalde |

| Arbitro: | Lazaar, Reveret |

|          |           |          |
| Ugalde 6 | Marcatori | 8 Lee J. |

| Arbitro: | Abrahamsen, Kristiansen |

|         |           |                 |
| Čupić 7 | Marcatori | 4 Császár, Nagy |

| Arbitro: | Geipel, Helbig |

|         |           |          |
| Vujin 7 | Marcatori | 7 Hansen |

| Arbitro: | Bonaventura, Bonaventura |

|            |           |                    |
| Jeong H. 6 | Marcatori | 5 Nikčević, Toskić |

| Arbitro: | Lazaar, Reveret |

|                         |           |                    |
| Duvnjak, Vori, Horvat 5 | Marcatori | 5 Eggert, Lindberg |

| Arbitro: | Horáček, Novotný |

|        |           |               |
| Nagy 7 | Marcatori | 9 Aguinagalde |

| Arbitro: | Abrahamsen, Kristiansen |

|          |           |                    |
| Mocsai 9 | Marcatori | 5 Ilić, Prodanović |

| Arbitro: | Al-Nuaimi, Omar |

|                   |           |                  |
| Eggert, Knudsen 6 | Marcatori | 6 Lee J., Eom H. |

| Arbitro: | Geipel, Helbig |

|                     |           |                   |
| Entrerríos, Tomás 5 | Marcatori | 7 Čupić, Lacković |

## Fase finale

### Tabellone
|  | Quarti        | Quarti  |          |         | Semifinale | Semifinale |  |  | Finale | Finale |
|  |               |         |          |         |            |            |  |  |        |        |
|  |               |         |          |         |            |            |  |  |        |        |
|  |               |         |          |         |            |            |  |  |        |        |
|  | 1A. Islanda   | 33      |          |         |            |            |  |  |        |        |
|  | 1A. Islanda   | 33      |          |         |            |            |  |  |        |        |
|  | 4B. Ungheria  | 34      |          |         |            |            |  |  |        |        |
|  | 4B. Ungheria  | 34      | Ungheria | 26      |            |            |  |  |        |        |
|  |               |         | Ungheria | 26      |            |            |  |  |        |        |
|  |               | Svezia  | 27       |         |            |            |  |  |        |        |
|  | 3A. Svezia    | Svezia  | 27       | 24      |            |            |  |  |        |        |
|  | 3A. Svezia    |         |          | 24      |            |            |  |  |        |        |
|  | 2B. Danimarca | 22      |          |         |            |            |  |  |        |        |
|  | 2B. Danimarca | 22      | Svezia   | 21      |            |            |  |  |        |        |
|  |               |         | Svezia   | 21      |            |            |  |  |        |        |
|  |               | Francia | 22       |         |            |            |  |  |        |        |
|  | 3B. Spagna    | Francia | 22       | 22      |            |            |  |  |        |        |
|  | 3B. Spagna    |         |          | 22      |            |            |  |  |        |        |
|  | 2A. Francia   | 23      |          |         |            |            |  |  |        |        |
|  | 2A. Francia   | 23      | Francia  | 25      | 3º posto   | 3º posto   |  |  |        |        |
|  |               |         | Francia  | 25      | 3º posto   | 3º posto   |  |  |        |        |
|  |               | Croazia | 22       |         |            |            |  |  |        |        |
|  | 1B. Croazia   | Croazia | 22       | 25      | Ungheria   | 26         |  |  |        |        |
|  | 1B. Croazia   |         |          | 25      | Ungheria   | 26         |  |  |        |        |
|  | 4A. Tunisia   | 23      |          | Croazia | 33         |            |  |  |        |        |
|  | 4A. Tunisia   | 23      |          |         | 33         |            |  |  |        |        |
|  |               |         |          |         |            |            |  |  |        |        |
|  |               |         |          |         |            |            |  |  |        |        |

### Quarti di finale
| Arbitro: | Lazaar, Reveret |

|              |           |        |
| Sigurðsson 8 | Marcatori | 9 Nagy |

| Arbitro: | Nikolic, Stojkovic |

|         |           |             |
| Tomás 6 | Marcatori | 7 Accambray |

| Arbitro: | Nachevski, Nikolov |

|         |           |            |
| Doder 6 | Marcatori | 6 Lindberg |

| Arbitro: | Marina, Minore |

|         |           |                    |
| Čupić 8 | Marcatori | 4 Jallouz, Alouini |

### Semifinali
| Arbitro: | Geipel, Helbig |

|           |           |          |
| Császár 8 | Marcatori | 6 Ekberg |

| Arbitro: | Abrahamsen, Kristiansen |

|                             |           |          |
| Narcisse, Honrubia, Abalo 4 | Marcatori | 6 Horvat |

#### Finale 3º posto
| Arbitro: | Horáček, Novotný |

|            |           |         |
| Harsányi 8 | Marcatori | 6 Čupić |

### Finale
| Arbitro: | Krstić, Ljubić |

|          |           |          |
| Ekberg 6 | Marcatori | 5 Guigou |

## Classifica finale
| Pos | Squadre       |
| --- | ------------- |
|     | Francia       |
|     | Svezia        |
|     | Croazia       |
| 4   | Ungheria      |
| 5   | Islanda       |
| 6   | Danimarca     |
| 7   | Spagna        |
| 8   | Tunisia       |
| 9   | Serbia        |
| 10  | Argentina     |
| 11  | Corea del Sud |
| 12  | Gran Bretagna |

## Statistiche

### Classifica marcatori
Fonte: Report ufficiale dei Giochi della XXX Olimpiade.
| Pos. | Nome                    | Nazionale | Reti | Tiri |
| ---- | ----------------------- | --------- | ---- | ---- |
| 1    | Niclas Ekberg           | Svezia    | 50   | 74   |
| 2    | Ivan Čupić              | Croazia   | 49   | 68   |
| 3    | Guðjón Valur Sigurðsson | Islanda   | 44   | 66   |
| 4    | Gábor Császár           | Ungheria  | 38   | 67   |
| 5    | Aron Pálmarsson         | Islanda   | 37   | 63   |
| 6    | László Nagy             | Ungheria  | 33   | 71   |
| 7    | Domagoj Duvnjak         | Croazia   | 32   | 58   |
| 7    | Anders Eggert Jensen    | Danimarca | 32   | 44   |
| 7    | Blaženko Lacković       | Croazia   | 32   | 53   |
| 7    | Daniel Narcisse         | Francia   | 32   | 51   |

## Premi individuali
Migliori giocatori del torneo.
| Ruolo            | Giocatore         |
| ---------------- | ----------------- |
| Portiere         | Thierry Omeyer    |
| Ala sinistra     | Jonas Källman     |
| Terzino sinistro | Aron Pálmarsson   |
| Centrale         | Nikola Karabatić  |
| Terzino destro   | Kim Andersson     |
| Ala destra       | Ivan Čupić        |
| Pivot            | Julen Aguinagalde |